# Seaca de Pădure
Seaca de Padure là một xã thuộc hạt Dolj, România. Dân số thời điểm năm 2002 là 1386 người.